# روبرت جرونديلايرس
روبرت جرونديلايرس مواليد 28 فبراير 1933 في بلجيكا - الوفاة 22 أغسطس 1989 في بلجيكا، كان دراج بلجيكي. سبق أن شارك في دورة الألعاب الأولمبية الصيفية وفاز بميدالية أولمبية.

## الميداليات
| الميدالية | المسابقة                       |
| --------- | ------------------------------ |
| فضية      | الألعاب الأولمبية الصيفية 1952 |
| ذهبية     | الألعاب الأولمبية الصيفية 1952 |

## روابط خارجية
- روبرت جرونديلايرس على موقع أرشيف الدراجات (الإنجليزية)
- روبرت جرونديلايرس على موقع إحصائيات الدراجات الإحترافية (الإنجليزية)
- روبرت جرونديلايرس على موقع أوليمبيديا (الإنجليزية)